# Serge Koussevitzky
Serge Aleksandrovich Koussevitzky (russo: Сергей Александрович Кусевицкий) (26 de Julho de 1874 - 4 de Junho de 1951) foi um maestro, compositor e baixista russo, conhecido por seu longo mandato como diretor musical da Orquestra Sinfônica de Boston, de 1924 até 1949.

## Biografia

### Início da Carreira
Koussevitzky nasceu em uma pobre família judia, em Vyshny Volochyok, Tver Oblast, Rússia, aproximadamente 250 km de distância da capital, Moscou. Seus pais eram músicos profissionais que ensinavam violino, violoncelo e piano. Ele também aprendeu a tocar trompete. Ele foi batizado aos quatorze anos de idade e recebeu uma bolsa de estudos para estudar no Instituto Músico-Dramático da Sociedade Filarmônica de Moscou, onde ele estudou baixo, com Rambusek e teoria musical. Ele foi um excelente baixista, trabalhando na orquestra do Teatro Bolshoi, aos vinte anos, em 1894 e sucedeu seu professor, Rambusek, como principal baixista em 1901. Em 25 de março do mesmo ano, ele fez sua estreia como solista em Moscou. Acabou sendo aclamado pela crítica, o que o levou ao seu primeiro recital, em Berlim, em 1903. Em 1902 ele casou-se com a dançarina Natalie Ushkov, a filha de um mercador de chá. Ele retirou-se do Bolshoi e mudou-se com sua esposa para Berlim, onde Serge estudou condução com Arthur Nikisch.

### Maestro e Editor
Em Berlim ele continuou apresentando recitais de baixo e, depois de dois anos praticando condução, em casa, com sua própria orquestra de estudantes, ele fez sua estreia como maestro profissional, com a Filarmônica de Berlim, em 1908. O concerto incluiu o Concerto para Piano nº2 de Sergei Rachmaninoff, com o próprio compositor ao piano. No ano seguinte, ele e sua esposa retornaram a Rússia, onde fundaram sua própria orquestra em Moscou e entrou para a carreira de editor, formando sua própria firma, Éditions Russes de Musique e comprando catálogos de muitos compositores da época. Os compositores publicados por Koussevitzky foram Sergei Rachmaninoff, Alexander Scriabin, Sergei Prokofiev, Igor Stravinsky e Nikolai Medtner. Durante o período entre 1909 e 1920, ele continuou apresentando-se como solista na Europa e na Rússia ele e sua orquestra fizeram turnês, em 1910, 1912 e 1914. Os programas eram compostos por muitos trabalhos novos. Após a Revolução Russa de 1917, ele aceitou a posição de Maestro Residente da Orquestra Filarmônica de Petrogrado (a atual Orquestra Filarmônica de Leningrado). Ocupou o cargo de 1917 a 1920. Em 1920 ele deixou a União Soviética, para Berlim e Paris. Em Paris ele organizou os Concertos Koussevitzky (1921-1929), apresentando os novos trabalhos de Sergei Prokofiev, Igor Stravinsky e Maurice Ravel. Em 1924 ele mudou para os Estados Unidos, para suceder Pierre Monteux como Maestro da Orquestra Sinfônica de Boston. Entretanto, ele continuou a retornar a Paris nos verões, para conduzir os Concertos Koussevitzy, até 1929. Em 1941 ele e sua esposa tornaram-se cidadãos estadunidenses.

### Estados Unidos
O apontamento de Koussevitzky como Maestro Residente da Orquestra Sinfônica de Boston foi o começo da era dourada da orquestra, continuando até 1949. Em um período de 25 anos, ele construiu a reputação da orquestra como uma das melhores orquestras da América. No início da década de 1940, ele descobriu o jovem tenor chamando de Alfred Cocozza (que depois ficou conhecido mundialmente como Mario Lanza). Com a Orquestra Sinfônica de Boston, ele fez inúmeras gravações, muitas delas aclamadas pela crítica. Seus alunos e protegidos incluíram Leonard Bernstein, Samuel Adler, Sarah Caldwell e o brasileiro Eleazar de Carvalho.

### Vida Pessoal
A segunda esposa de Koussevitzky, Natalie, morreu em 1942 e criou a Fundação de Música de Koussevitzky em sua honra. No fim de 1947 ele casou-se com Olga Naumova, sobrinha de Natalie.

## Campeão da Música Contemporânea
Em 1922, Koussevitzky tornou-se conhecido como um dos maiores e mais populares exemplos de orquestração, como o arranjo de Pictures at an Exhibition de Modest Mussorgsky/Maurice Ravel, de 1874. Ela foi apresentada em Paris, em 1923 e tornou-se rapidamente famosa e celebrada. O maestro Arturo Toscanini, que aparentemente não tinha grande gosto pela música Russa do século XIX, considerou a versão de Koussevitzky um dos maiores exemplos de orquestrações já produzidos e apresentou-a e gravou-a para a RCA Victor em 1953.
Koussevitzky foi um campeão da música moderna e pediu inúmeros trabalhos ao proeminentes compositores. Para o 50º aniversário da Orquestra Sinfônica de Boston, ele pediu o Concerto para Piano em G de Maurice Ravel, Segunda Rapsódia de George Gershwin, a Sinfonia nº4 de Sergei Prokofiev, Concerto para Cordas e Metais de Paul Hindemith e Sinfonia dos Salmos de Igor Stavinsky, como também trabalhos de Albert Roussel e Howard Hanson.
Serge Koussevitzky morreu em Boston, em 1951.

## Gravações
Serge Koussevitzky gravou com a Orquestra Sinfônica de Boston exclusivamente para a RCA Victor, exceto por uma gravação ao vivo, feita pela Colúmbia, da Sinfonia 1933 de Roy Harris, no Carnegie Hall, em Nova Iorque. Umas das primeiras gravações mais notáveis são o Bolero de Maurice Ravel, em 1929 no Symphony Hall em Boston, e um concerto com a Sinfonia Pastoral de Ludwig van Beethoven e uma suíte de Petrushka de Igor Stravinsky, também no Symphony Hall em 1927.
Algumas das últimas gravações de Koussevitzky, incluíram performances de obras de Sergei Prokofiev: a segunda suíte de Romeo e Julieta  (em 1945, no Symphony Hall, Boston), a primeira sinfonia (em 1947, no Carnegie Hall, Nova Iorque, concerto que também contou com a Sinfonia Italiana de Felix Mendelssohn) e a quinta sinfonia (em 1945, no Symphony Hall, Boston). Nesse concertos também foram usados os revolucionários filmes ópticos, primeiro empregado com a Orquestra Sinfônica de São Francisco, em 1942.
Suas últimas gravações, feitas em novembro de 1950, foram as aclamadas performances da Segunda Sinfonia de Jean Sibelius e The Last Spring de Edvard Grieg.

## Estreias Notáveis

### Em concerto
- Alexander Scriabin, Prometheus: Poema de Fogo  (Moscou - 2 de março de 1911)
- Maurice Ravel, Pinturas em Exibição  (Paris - 19 de outubro de 1922)
- Sergei Prokofiev, Primeiro Concerto para Violino  (Paris - 18 de outubro de 1923)
- Sergei Prokofiev, Sinfonia Nº2  (Paris - 6 de junho de 1925)
- Sergei Prokofiev, Sinfonia Nº4  (Boston - 14 de novembro de 1930)
- George Gershwin, Rapsody Nº2  (Boston - 29 de janeiro de 1932)
- Béla Bartók, Concerto para Orquestra  (Nova Iorque - 1 de dezembro de 1944)
- Aaron Copland, Primavera Appalachian  (Boston - 1945)
- Samuel Barber, Knoxville: Verão de 1915  (Boston - 1948)

### Gravação
- Maurice Ravel, Pinturas em Exibição  (Orquestra Sinfônica de Boston, Outubro de 1930)
- Jean Sibelius, Sinfonia Nº7  (Orquestra Sinfônica da BBC, Londres de 1933)
- Roy Harrys, Sinfonia Nº3  (Orquestra Sinfônica de Boston, 1939)
- Hector Berlioz, Harold na Itália  (1946)
- Aaron Copland, Verão Appalachian  (Orquestra Sinfônica de Boston, 1946)
- Joseph Haydn, Sinfonia Nº46  (Orquestra Sinfônica de Boston)